# Funkcja produkcji

Funkcja produkcji

Funkcja produkcji – w ekonomii funkcja, przy pomocy której bada się zależności zachodzące pomiędzy nakładami i zasobami produkcyjnymi a efektami produkcji; przykładami są
- funkcja produkcji CES
- funkcja produkcji Cobba-Douglasa

Produkcja jest procesem, w którym poprzez kombinację pracy ludzkiej, środków i przedmiotów pracy oraz przy użyciu właściwej technologii powstają nowe dobra, czyli produkty i usługi.

## Rodzaje produkcji
1. Produkcja wymagająca dużych nakładów rzeczowych składników majątkowych (maszyn, urządzeń) nazywana jest produkcją kapitałochłonną
2. Niektóre rodzaje produkcji wymagają zużycia dużej ilości materiału, co wyraża się znacznym udziałem kosztów materiałowych w koszty wyrobu np. przemysł metalurgiczny, spożywczy itp. Produkcję taką nazywamy materiałochłonną.
3. Jeżeli w produkcji przeważają nakłady pracy ludzkiej, mówimy o produkcji pracochłonnej (np. przemysł precyzyjny)
4. Produkcja jednorodna występuje w przedsiębiorstwach wytwarzających jeden rodzaj wyrobu, np. w cementowni itp.
5. Produkcja różnorodna w przedsiębiorstwach wykonujących różne wyroby, np. fabryka wykonująca obrabiarki

Zestaw wyrobów wytwarzanych przez przedsiębiorstwo przemysłowe i wykaz świadczonych przez nie usług nosi nazwę asortymentu produkcji.

## Czynniki produkcji
W procesie produkcji zużywane są czynniki produkcji nabywane na rynku bądź zdobyte inną pozarynkową drogą, są to:
- ziemia – występuje w trzech rolach:

Rola tego czynnika jest szczególnie ważna w gospodarce o charakterze rolniczym. Wzrost powierzchni ziemi uprawnej przypadającej na jednego zatrudnionego pozwala zwiększyć rozmiary produkcji rolnej. Rola ziemi jako czynnika produkcji nie jest już tak istotna w gospodarkach wysoko uprzemysłowionych. Na przykład szybki rozwój gospodarczy Hongkongu dokonał się, mimo iż w kraju tym występuje znaczne przeludnienie, a ziemia jest czynnikiem rzadkim. Jednakże jest mało prawdopodobne, by zwiększenie nakładu jednego czynnika wytwórczego obniżyło produkcyjność pozostałych.
Wzrost podaży ziemi umożliwia zatem zwiększenie rozmiarów produkcji.
Przyrosty podaży ziemi mają stosunkowo niewielkie znaczenie jako czynnik wzrostu we współczesnych gospodarkach. W pozostałych modelach teoretycznych ziemia jest czynnikiem produkcji, którego podaż jest z założenia stała. Jednakże w praktyce różnica między ziemią i kapitałem nie jest tak wyrazista. Poprzez wzrost zużycia nawozów sztucznych – rolniczego kapitału – na jednostkę powierzchni ziemi uzyskujemy właściwie zwiększenie areału uprawy. Inwestycje w dziedzinie irygacji i wysuszania pozwalają zamieniać bagna i tereny pustynne w ziemie uprawne.
- praca – jest to celowa i świadoma działalność ludzka mająca na celu zaspokojenia potrzeb.

Istnieją dwa źródła wzrostu całkowitych rozmiarów zatrudnienia: wzrost liczby ludności oraz zwiększenia udziału zatrudnionych w ogólnej liczbie ludności. Rzeczywisty nakład czynnika praca zależy jednak od czasu pracy oraz od liczby zatrudnionych.
Przy danej wielkości zatrudnienia wydłużenie czasu pracy spowoduje wzrost nakładu czynnika praca i rozmiarów produkcji.
Zwiększenie poziomu produkcji na jednego mieszkańca w ujęciu realnym, nie wynika z wydłużenia czasu pracy, ponieważ w ostatnim stuleciu tydzień uległ znacznemu skróceniu. Po II wojnie światowej najistotniejszym źródłem zwiększania nakładu czynnika praca był, jak się wydaje, stały wzrost stopnia aktywności zawodowej zamężnych kobiet. W ten sposób przy danej liczbie ludności zwiększa się nakład czynnika – praca, produkcja całkowita i w przeliczeniu na jednego mieszkańca.
- kapitał – to „samopomnażająca się” wartość np. akcja, pieniądz, budynki, samochód. Najbardziej uniwersalną postacią kapitału jest pieniądz. Pieniądz będzie miał formę kapitału, gdy jego wykorzystanie spowoduje pomnożenie się. Tylko pieniądz zainwestowany jest kapitałem.

Elementami kapitału są maszyny, budynki, zapasy materiałów i wyrobów, które wraz z innymi czynnikami wytwórczymi uczestniczą w procesie produkcji. Przy danych rozmiarach siły roboczej wzrost całkowitych zasobów kapitału i kapitału przeliczeniu na jednego zatrudnionego pozwala na zwiększenie produkcji. W miarę upływu czasu kapitał zużywa się.
Do utrzymania istniejącego zasobu kapitału konieczna jest określona wielkość. Inwestycje te muszą być odpowiednio większe jeśli przy rosnącym zatrudnieniu chcemy utrzymać techniczne uzbrojenie pracy na nie zmienionym poziomie (kapitał na jednego zatrudnionego). Przy jeszcze większych rozmiarach inwestycji wzrośnie technicznie uzbrojenie pracy, co pozwoli zwiększyć wydajność pracy, czyli wielkość produktu wytworzonego przez jednego zatrudnionego. Wzrost technicznego uzbrojenia pracy jest zatem jednym z podstawowych sposobów zwiększenia wydajności i dochodu na jednego mieszkańca.
- przedsiębiorczość – wraz z dobra organizacją pracy i wysokimi kwalifikacjami pracowników tworzą ogromną i najważniejszą siłę wytwórczą, twórczy czynnik produkcji.

### Postęp technologiczny
- egzogeniczny postęp techniczny nie wymaga zwiększenia nakładu czynników produkcji. Przyczyną wzrostu produkcyjności są różnego rodzaju usprawnienia organizacyjne. Zwiększenie produkcji następuje bez zwiększenia ilości zużywanych czynników produkcji.
- endogeniczny postęp techniczny jest wynikiem tworzenia nowych czynników produkcji związanych z wzrastającym nakładem kapitału. Koniecznym warunkiem tego postępu jest wzrost ilości kapitału przypadającego na 1 zatrudnionego.

Postęp techniczny indukowany występuje gdy pracownicy potrafią np. po pół roku lepiej obsługiwać nowe maszyny.
W każdym momencie społeczeństwo dysponuje pewnym zasobem wiedzy dotyczącej metod wytwarzania. Część tej wiedzy jest zapisana w książkach dokumentacji technicznej. Większość jednak wiedzy technicznej to praktyczne umiejętności i kwalifikacje, będące efektem żmudnego zdobywania doświadczenia zawodowego. Postęp techniczny dokonuje się poprzez wynalazki, czyli odkrywanie nowej wiedzy, oraz innowacje, tj. zastosowanie nowej wiedzy w procesie produkcji.

### Wynalazki
Najbardziej istotne wynalazki prowadzą do spektakularnego postępu wiedzy technicznej. Typowymi przykładami są: koło, silnik parowy czy nowoczesny komputer. Olbrzymi postęp techniczny dokonał się nie tylko w przemyśle, ale i w rolnictwie.
Proces tworzenia się społeczeństw przemysłowych rozpoczął się dopiero wtedy, gdy wzrost wydajności w rolnictwie umożliwił przejście części zatrudnionych do przemysłu. Wcześniej niemal wszyscy musieli pracować na roli wyłącznie po to, aby zapewnić sobie środki na przeżycie. Ważną rolę we wzroście produkcji rolnej i całej gospodarki odegrały m.in. takie wydarzenia, jak zastąpienie pracy zwierząt maszynami, wprowadzenie systemów odwadniania i irygacji pól, zastosowanie nawozów sztucznych i nowych, hybrydowych odmian nasion. Wiedza uprzedmiotowiona w kapitale. Innowacje, których celem jest zastosowanie nowej wiedzy w praktyce, często wymagają inwestycji w postaci maszyn i urządzeń. Na przykład do zastąpienia pracy wołu pracą traktora nie wystarczy wiedza o zasadach jego konstrukcji trzeba ponieść jeszcze określone nakłady inwestycyjne. Wynalazki o dużym znaczeniu mogą więc wywołać falę inwestycji i innowacji, związanych z koniecznością ich wdrożenia w produkcji. W Wielkiej Brytanii w połowie XIX w. byliśmy świadkami ery kolei, w latach międzywojennych – samochodu, a obecnie – mikroelektroniki.
Uczenie się przez wykonywanie (ang. learning by doing). Kapitał ludzki jest w produkcji równie istotny jak kapitał rzeczowy. Pracownicy, nabywając doświadczenia i odbywając praktykę zawodową, podnoszą poziom swoich umiejętności. Najbardziej znany przykład uczenia się przez pracę, określany mianem efektu Horndala, pochodzi ze szwedzkiej stalowni. Od momentu jej uruchomienia w 1836 r. przez kolejne piętnaście lat wyposażenie w maszyny oraz liczba zatrudnionych nie uległy żadnym zmianom. Mimo to wydajność pracy rosła rocznie średnio 2%. W końcu jednak, po całkowitym opanowaniu przez pracowników umiejętności zawodowych, kolejne przyrosty wydajności stawały się coraz trudniejsze do osiągnięcia.
Proces produkcji dzielimy na:
- wydobywczy, polegający na oddzieleniu od złoża i wydobywaniu surowców np. w kopalniach węgla, soli, siarki
- przetwórczy, występujący w pozostałych przedsiębiorstwach przemysłowych i polegający na przetwarzaniu surowców, materiałów lub półwyrobów na wyroby gotowe.

Efektem procesu produkcyjnego są określone produkty i usługi.
Produkty te mogą być przeznaczone bądź do dalszej produkcji przez inne przedsiębiorstwa (krajowe lub zagraniczne), bądź też do bezpośredniej, ostatecznej konsumpcji w kraju lub zagranicą (eksport). Produkty te mogą prezentować różny poziom techniczny, różną jakość typu i wykonania, co będzie miało ścisły związek z kosztami produkcji oraz cenami.

## Typy produkcji
1. Produkcja jednostkowa – polega na wykonywaniu produktu w pojedynczych sztukach i zwykle na zamówienie, np. produkcja statków, mostów, produkcja miarowa (ubrania, buty). Jest możliwa do wykonywania zarówno w przedsiębiorstwach dużych (np. stocznie), jak i małych (zakłady krawieckie). Produkcja ta charakteryzuje się dużymi kosztami. Pracownicy powinni posiadać wysokie kwalifikacje.
2. Produkcja seryjna – polega na wykonywaniu produktów w określonych partiach (kilka lub kilkanaście sztuk). Rozróżnia się produkcję małoseryjną, np. ubrania, i produkcję wieloseryjną, np. samochody, telewizory. Charakteryzuje się niższymi kosztami ze względu na jednorazowe lepsze przygotowanie produkcji dla całej serii i możliwości lepszej organizacji pracy.
3. Produkcja masowa – polega na produkowaniu stale tych samych produktów, np. produkcja cukru, cementu. Charakteryzuje się bardzo małym asortymentem, ale znaczną ilością produkowanych wyrobów. Wykonywana jest przez duże przedsiębiorstwa przemysłowe. Wymaga usystematyzowanie przebiegu produkcji. Pracownicy specjalizują się w wykonywaniu określonych czynności. Charakteryzuje się niskimi kosztami.

Konkretne zasoby, służące producentowi do wytwarzania konkretnych produktów, nazywa się czynnikami produkcji (nakładami). Nakłady, które ulegają zmianie wraz ze zmianami wielkości produkcji, nazywa się zmiennymi, natomiast nakłady, które nie ulegają zmianie wraz ze zmianami wielkości produkcji, nazywa się stałymi.
Produkcja całkowita – całkowita ilość dóbr wytworzonych w krótkim okresie z podniesionych nakładów na zmienne czynniki produkcji.
Okres krótki – taki, w którym nie zmienia się technologia produkcji, a jedynie tzw. zmienne czynniki produkcji. Okres długi – taki, w którym zmienia się technologia produkcji, a więc zmieniają się wszystkie czynniki produkcji.
Produkcja polega na kombinowaniu (łączeniu) określonych nakładów (czynników produkcyjnych) w celu osiągnięcia efektu w postaci wytworzonych produktów lub usług. Zależność między wielkością produkcji a rozmiarem nakładów czynników można przedstawić przy pomocy funkcji produkcji. Ogólna postać funkcji produkcji: {\displaystyle Q=f(F1,F2,\dots ,Fn),} gdzie Q – wielkość produkcji F – czynniki produkcji. Rodzaje funkcji produkcji:
- jednoczynnikowa funkcja produkcji, Q = f1 (L), Q = f2 (K), L – siła robocza, K – kapitał.
- wieloczynnikowa funkcja produkcji Q = f3 (L, K).

Czynniki produkcji dzieli się na czynniki stałe i czynniki zmienne.
- Czynniki stałe – nakłady niezmienne ze zmianami rozmiarów produkcji.
- Czynniki zmienne – nakłady zmienne ze zmianami rozmiarów produkcji. Krótki okres to taki, w którym nie zmienia się technologia produkcji. W długim okresie następują zmiany w technologiach produkcji wynikające z postępu technicznego.

## Etapy produkcji
- etap I – nakład czynnika zmiennego rośnie od zera do takiej wielkości, dla której PP jest maksymalny. W etapie I produkt przeciętny rośnie
- etap II – stanowi go taki przedział nakładu czynnika zmiennego, w ramach którego PP spada; również PM spada, lecz pozostaje ciągle dodatnie
- etap III PP ciągle spada; PM przybiera wartości ujemne

Funkcję produkcji dwóch czynników zmiennych (czyli np. zależność wielkości produkcji od zatrudnionej siły roboczej i wykorzystanego kapitału) można przedstawić jako bryłę geometryczną w postaci tzw. wzgórza produkcji. Boki podstawy przedstawiają skalę zużycia czynników potrzebnych do wyprodukowania X produktu całkowitego (wysokość bryły).

## Funkcja produkcji
Obrazuje zależność między wielkością poniesionych nakładów (ilością czynników produkcji) na produkcję dóbr a osiągniętymi wynikami (ilość wytworzonego produktu). Przy założeniu dwóch czynników produkcji: pracy – L i kapitału – K, funkcja produkcji jest równa:
X=f(L, K), c.p.
W kontekście funkcji produkcji mówi się o tzw. efektywności technicznej produkcji, czyli sytuacji, w której producent maksymalizując efekt produkcji nie będzie wkładał do produkcji więcej czynników aniżeli jest to konieczne dla osiągnięcia tego poziomu efektu.
Funkcja produkcji wskazuje technicznie (a nie ekonomicznie) możliwą wielkość produkcji. Po włączeniu kosztów czynników produkcji do analizy możliwości producenta uzyskamy rzeczywistą wielkość produkcji, jaką może on wytworzyć przy danym poziomie kosztów.
Wówczas będziemy mówili o efektywności ekonomicznej produkcji, czyli sytuacji polegającej na takim wykorzystaniu nakładów czynników produkcji, aby koszt wytworzenia jednostki produktu był minimalny. Efektywność ekonomiczna oznacza wybór w oparciu o zasadę najmniejszego kosztu produkcji.
Dokonując wyboru metod wytwarzania, producent powinien kierować się kryterium efektywności ekonomicznej i technicznej. Oba jednak optima producenta będą optimami cząstkowymi. Dopiero po uwzględnieniu relacji pomiędzy kosztami i przychodami określimy warunki pełnej równowagi producenta.